# Região Geográfica Intermediária de Parnaíba
A Região Geográfica Intermediária de Parnaíba é uma das seis regiões intermediárias do estado brasileiro do Piauí e uma das 134 regiões intermediárias do Brasil, criadas pelo Instituto Brasileiro de Geografia e Estatística (IBGE) em 2017. É composta por 30 municípios, distribuídos em três regiões geográficas imediatas.
Sua população total estimada pelo Instituto Brasileiro de Geografia e Estatística (IBGE) para 1º de julho de 2018 é de 604 823 habitantes, distribuídos em uma área total de 21 461,839 km².
Parnaíba é o município mais populoso da região intermediária, com 152 653 habitantes, de acordo com estimativas de 2018 do Instituto Brasileiro de Geografia e Estatística (IBGE).

## Regiões geográficas imediatas
| Região geográfica imediata                | Municípios | População Estimativa 2018 | Área (km²) |
| ----------------------------------------- | --- | ------------------------- | ---------- |
| Região Geográfica Imediata de Parnaíba    | Bom Princípio do Piauí Buriti dos Lopes Cajueiro da Praia Caraúbas do Piauí Caxingó Cocal Cocal dos Alves Ilha Grande Luís Correia Murici dos Portelas Parnaíba | 279 404                   | 6 185,191  |
| Região Geográfica Imediata de Piripiri    | Brasileira Capitão de Campos Domingos Mourão Lagoa de São Francisco Milton Brandão Pedro II Piracuruca Piripiri São João da Fronteira São José do Divino        | 179 867                   | 10 222,921 |
| Região Geográfica Imediata de Esperantina | Batalha Esperantina Joaquim Pires Joca Marques Luzilândia Madeiro Matias Olímpio Morro do Chapéu do Piauí São João do Arraial                                   | 145 552                   | 5 053,727  |
| Total                                     | 30 | 604 823                   | 21 461,839 |